# Чубаровка (урочище)
Чубаровка — упразднённый в декабре 1976 года посёлок, ныне урочище на территории Туринского городского округа Свердловской области России.

## География
Находился в пределах Западно-Сибирской равнины, в верховье реки Чубаровка

## История
На карте 1913 года упоминается населённый пункт Чубарова.
Указом Президиума Верховного Совета от 16 апреля 1941 года в Ерзовский сельский Совет входит деревня Чубаровка. В тот же год на её территории открыт Туринский местоп и Ирбитский леспромхоз (Чубаровский лесоучасток позже был передан леспромхозу в 1960 году приказом комбината «Свердлес»), которые функционировали до 1974 года. Решением облисполкома № 221 от 10.04.1959 Чубаровка исключена из состава Устиновского сельсовета Ирбитского района и переведена в административно-территориальное подчинение Леонтьевского сельсовета Туринского района.
После вступления в силу Указа Президиума Верховного Совета РСФСР 1962 года «Об упорядочении регистрации, наименования и учета населенных пунктов в РСФСР», исполнительный комитет Ерзовского сельского Совета депутатов трудящихся в 1975 году направил прошение исполнительному комитету Туринского районного Совета депутатов трудящихся о направлении в Свердловский областной исполнительный комитет ходатайство об исключении из учётных данных д. Чубаровка как населённый пункт, прекративший своё существование. 30 декабря 1976 года облисполком удовлетворил ходатайство решением № 1099.